# 阿夫尔河畔圣克里斯托夫
阿夫尔河畔圣克里斯托夫（法語：Saint-Christophe-sur-Avre，法語發音：[sɛ̃ kʁistɔf syʁ avʁ]）是法国厄尔省的一个市镇，位于该省南部，属于埃夫勒区。

## 地理
阿夫尔河畔圣克里斯托夫（48°42'1"N, 0°48'59"E）面积10.76 平方千米，位于法国诺曼底大区厄尔省，该省份为法国北部内陆省份，北起滨海塞纳省，西接奧恩省和卡爾瓦多斯省，南至厄尔-卢瓦省，东临瓦兹省、瓦兹河谷省和伊夫林省。
与阿夫尔河畔圣克里斯托夫接壤的市镇（或旧市镇、城区）包括：博略、阿夫尔河畔圣维克托。

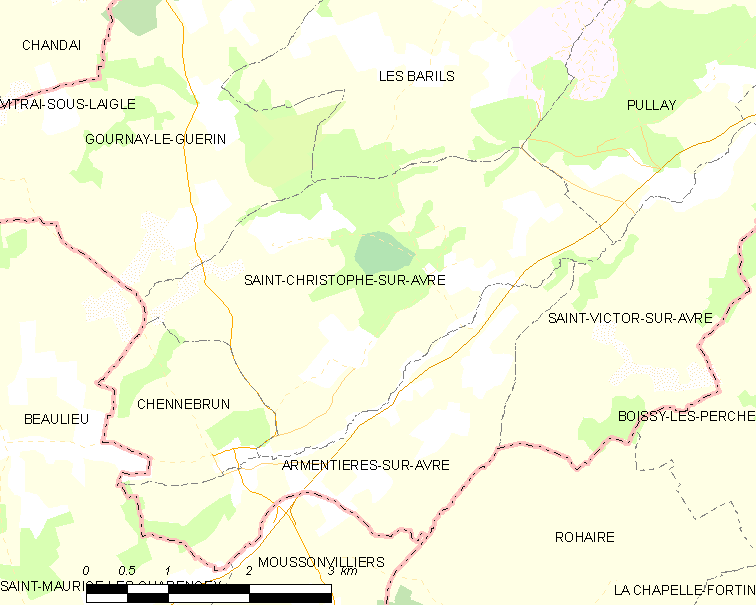
阿夫尔河畔圣克里斯托夫的OSM定位图

阿夫尔河畔圣克里斯托夫的时区为UTC+01:00、UTC+02:00（夏令时）。

## 行政
阿夫尔河畔圣克里斯托夫的邮政编码为27820，INSEE市镇编码为27521。

## 政治
阿夫尔河畔圣克里斯托夫所属的省级选区为阿夫尔河和伊通河畔韦尔讷伊县。

## 人口

1962-2008年间阿夫尔河畔圣克里斯托夫人口变化图示

阿夫尔河畔圣克里斯托夫于2022年1月1日时的人口数量为141人。